# NXP 콜드파이어
콜드파이어(ColdFire)는 모토로라에서 분리된 프리스케일 세미컨덕터에서 임베디드 시스템용으로 개발된 68k 아키텍처 마이크로프로세서이다.
콜드파이어의 명령어 집합은 제조사에서 제공하는 변환 소프트웨어를 사용할 경우 68000과 어셈블리 소스 수준에서 호환성이 있으며 목적 코드는 완벽하게 호환되지 않는다. 이전의 68k 프로세서와 비교해 BCD 연산과 같은 자주 사용되지 않는 명령어와 몇 가지 어드레싱 모드를 삭제하였다. 부동소수점 또한 68881과 68882의 80비트에서 64비트로 줄였으며 명령어의 길이도 16, 32, 48비트로 단순해졌다.
콜드파이어의 새로운 제품은 68k 프로세서와 완벽하게 호환되지 않지만 아미가 호환기에도 사용되었으며 데비안 프로젝트는 m68k 이식과 콜드파이어와의 호환성을 위해 노력하고 있는데 오리지널 68k 프로세서에서 가장 빠른 75MHz의 68060 보다 콜드파이어 300MHz 제품이 훨씬 빠르기 때문이다.
콜드파이어는 5세대가 있는데 모두 프리스케일에서 구할 수 있다.
- v1: v2 프로세서의 저가형 버전으로 8비트 프로세서에서 32비트로의 이행을 목적으로 2006년 론칭되었다. 프리스케일의 8비트 프로세서 68HC08과 손쉽게 바꿔 사용할 수 있도록 설계되었으며 저가형 ARM 칩과 경쟁하고 있다.
- v2: 1994년 론칭된 오리지널 콜드파이어 코어로 싱글 파이프라인이며 MMU와 FPU는 없다. 제품에 따라 MAC(Multiply-Accumulate)과 EMAC(Enhanced Multiply-Accumulate) 유닛을 내장하고 있다.
- v3: MAC 유닛 추가
- v4: 제한적인 슈퍼스칼라 코어
- v4e (또는 eV4): v4를 확장한 것으로 2000년 론칭, MMU와 FPU, EMAC 유닛을 추가했다.
- v5: 완전한 슈퍼스칼라 코어

Fido 1100: 콜드파이어 기반의 임베디드 제어 시스템을 겨냥해 2007년 론칭된 콜드파이어 호환칩
2006년 11월 프리스케일은 콜드파이어의 반도체 지적 재산권 라이선스를 그들의 IP 라이선스와 지원 파트너인 IPextreme Inc을 통해 사용할 수 있다고 발표하였다. 콜드파이어 v1 코어는 현재 알테라의 Cyclone-III FPGA로 프리 라이선스하에 사용할 수 있다.
2007년 9월 프리스케일은 콜드파이어 코어의 32비트 Flexis 마이크로컨트롤러 제품군을 발표하였다.

## 참고 문서
1. ↑  Elbox의 서포트 페이지
2. ↑  미래의 m68k 이식 준비
3. ↑  MC68060 제품 요약 페이지
4. ↑  Flexis 마이크로컨트롤러 시리즈

## 같이 보기
- ECos